# Perigenes dispositus
Perigenes dispositus är en insektsart som beskrevs av William Lucas Distant 1893. Perigenes dispositus ingår i släktet Perigenes och familjen Rhyparochromidae. Inga underarter finns listade i Catalogue of Life.